# 비디오 브린쿠에도
비디오 브린쿠에도(Vídeo Brinquedo)는 1995년에 설립된 브라질의 CG 애니메이션 제작사이며, 본사는 상파울루에 위치해 있었다. 원래는 몇몇 애니를 브라질에 수입/배급하였으나, 이후 스스로 애니메이션을 제작하게 되었다.

## 같이 보기
- 목버스터
- 디 어사일럼